# Kriegsdenkmünze für 1808–1815

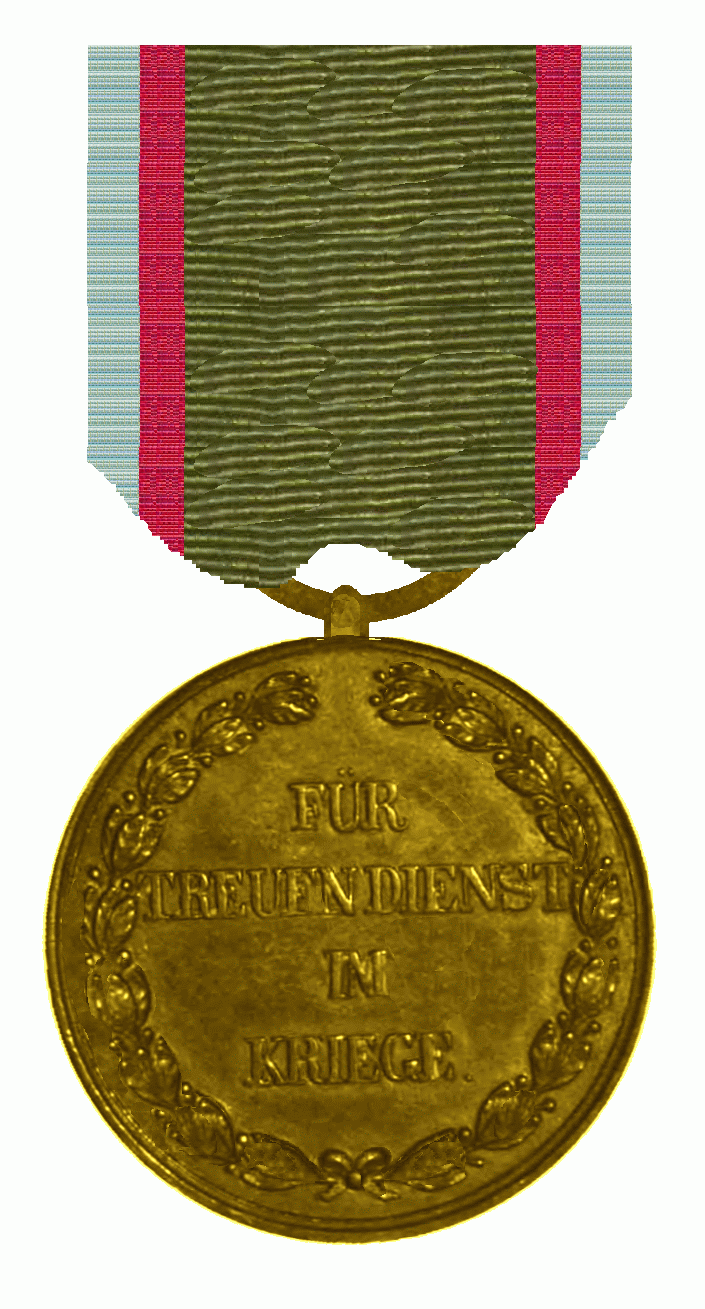
Kriegsdenkmünze, Rückseite (Bandfarbe verfärbt)

Die Kriegsdenkmünze für 1808–1815 war eine Auszeichnung für Truppen Mecklenburg-Schwerins in den Koalitionskriegen.

## Stiftung
Im Gegensatz zu anderen Staaten des Deutschen Bundes gab es in Mecklenburg lange keine allgemeine Kriegsdenkmünze für die Teilnehmer an den Befreiungskriegen. Die 1814 gestiftete Militär-Verdienstmedaille war eine eher sparsam vergebene Auszeichnung. Mecklenburger, die in einem Verband der Preußischen Armee oder im Mecklenburg-Strelitzischen Husaren-Regiment gedient hatten, bekamen die preußische Kriegsdenkmünze für 1813/15.
Am 30. April 1841 stiftete Großherzog Paul Friedrich zeitgleich mit dem Militär-Dienstkreuz eine eigene Kriegsdenkmünze „nach dem Vorbilde anderer deutscher Staaten, die während der denkwürdigen Jahre 1808 bis 1815 dem Vaterlande im Felde geleisteten Kriegsdienste durch ein äußeres Abzeichen geehrt sehen wollen“. Abweichend von den anderen Kriegsdenkmünzen schloss die mecklenburgische auch die Jahre der Koalitionskriege vor 1813 ein, in denen mecklenburgische Soldaten als Teil des Rheinbund-Kontingents auf seiten Napoleons gekämpft hatten. Sie ehrte damit Kämpfer auf beiden Seiten der Napoleonischen Kriege.
Anspruch auf die Verleihung hatte jeder, der in Medlenburg-Schwerinschen Militär-Diensten gestanden hatte und entweder von 1808 bis 181 im mecklenburgischen Rheinbund-Kontingent, oder von 1812 bis 1815 in der Mecklenburgischen Brigade einen Feldzug als Kombattant oder nichtstreitender Militair mitgemacht hatte. Bedingung war, dass der Empfänger sich „tadellos“ verhalten hatte „und späterhin nicht solche Handlungen begangen hat, welche nach den Grundsätzen des Militair-Gesetzbuches entehrend sind“.

## Aussehen
Die Kriegsdenkmünze ist eine kreisrunde Medaille mit einem Durchmesser von 29 Millimeter (wie die preußische) aus Bronze (Geschützmetall). Auf der Vorderseite findet sich mittig auf glattem Grund das Monogramm aus ineinander verschlungenen und verzierten Buchstaben PFM des Stifters Paul Friedrich, darüber die Großherzogskrone. Unter dem verzierten Monogramm die Jahreszahl der Stiftung 1841.
Die Rückseite schmückt am Rand ein dichter Lorbeerkranz mit Früchten unten mit einer Doppelschleife gebunden. Der Kranz ist oben offen und besteht aus jeweils 9 Blattgruppen mit 3 Blättern und 2 Früchten links und rechts. Im eingeschlossenen, glatten Feld die 4-zeilige erhöhte Schrift FÜR TREUEN DIENST IM KRIEGE.
In den Rand wurde bei jeder Medaille der Name des Inhabers eingeprägt.

## Trageweise
Die Kriegs-Denkmünze wurde an einem 32 Millimeter breiten, gelbseidenen Band mit roter und blauer Einfassung auf der linken Brust getragen.

## Jubiläumsspange

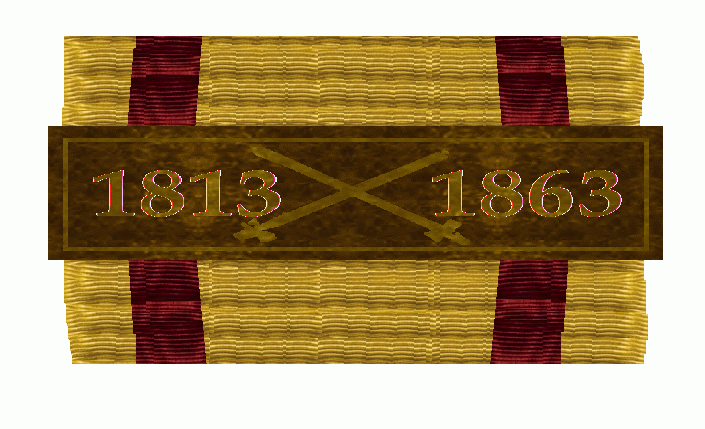

Zum 50-jährigen Jubiläum der Befreiungskriege stiftete Großherzog Friedrich Franz II. am 17. April 1863 eine silberne Schnalle zum Band der Kriegsdenkmünze. Sie sollte allen noch lebenden legitimierten Besitzern der Kriegsdenkmünze zuerkannt werden.
Die Spange zeigt zwei gekreuzte Schwerter, umgeben von den Jahreszahlen 1813 links und 1863 rechts.